# Округ Скалат
Округ Скалат (нем. Bezirk Skałat, Скалатский уезд, пол. Powiat skałacki) — административная единица коронной земли Королевства Галиции и Лодомерии в составе Австро-Венгрии, существовавшая в 1867—1918 годах. Административный центр — Скалат.
Площадь округа в 1879 году составляла 8,327 квадратных миль (479,14 км2), а население — 62 740 человек. Округ насчитывал 62 поселения, организованные в 62 кадастровых муниципалитета. На территории округа действовало 2 районных суда — в Скалате и Гримайлове.
После Первой мировой войны округ вместе со всей Галицией отошёл к Польше.